# Laredo Kid
Manuel de Jesús Andrade Oropeza (30 de diciembre de 1986) más conocido como Laredo Kid es un luchador profesional mexicano quien actualmente tiene contrato con Total Nonstop Action Wrestling (TNA) ,Lucha Libre AAA Worldwide (AAA) y se incorporó a la empresa WWE Actualmente se desempeña como luchador independiente bajo la representación de la Empresa Texican y con su padre el Ing. García como su principal promotor, Laredo Kid trabajo en Asistencia Asesoría y Administración, como líder de la Real Fuerza Aérea de 2005 y hasta agosto de 2011.
Entre sus logros ha sido una vez Campeón Mundial de Peso Crucero de AAA, una vez Campeón Mundial en Tercias de AAA y una vez Campeón de los Medios Digitales de TNA y también fue ganador del Rey de Reyes (2021) y de la Lucha Libre World Cup en 2023 junto con Pentagón Jr. y Taurus.

## Carrera

### AAA (2004-presente)
Laredo Kid debutó localmente en marzo del 2004 en la arena cuatro caminos de Nuevo Laredo, haciendo pareja con Kato Kung Lee en contra de Río Bravo y Oscuridad, posteriormente participó en un torneo de nuevos valores en la Arena Coliseo de la ciudad de Monterrey y que patrocinaba la triple A a mediados del 2004 junto con otros luchadores locales de Nuevo Laredo como Hombre sin Miedo, Babe Rap en contra de Oscuridad, Río Bravo y Tito Santana también de Nuevo Laredo donde la mejor lucha sería premiada con un lugar en la Empresa Triple A, participando elementos de Reynosa, Tampico y Monterrey, siendo los ganadores los de Nuevo Laredo quienes fueron premiados personalmente por Antonio Peña, a quien le gusto en particular el estilo aéreo y carisma del novato Laredo Kid, la Empresa Triple A de todos es conocido tiene a bien crear sus propios personajes, sin embargo en el caso de Laredo Kid el Sr. Antonio Peña decidió dejarle su original nombre de batalla que el luchador novel ya traía puesto que lo consideró muy original. Su debut con Triple A se dio en septiembre de 2005, en un magno evento como lo es Verano de Escándalo, pertenece al semillero del Dr. Cantú, quien fue el que diseño su primer equipo ya estando en las filas de AAA, el Lic. Antonio Peña le hizo algunas modificaciones quedando el atuendo que hoy le conocemos. Ya dejó de ser una promesa para convertirse en una realidad, se ha enfrentado a agrupaciones como La Secta, La Legión Extranjera, pero también en su corta trayectoria ha padecido de dos lesiones que lo alejaron de los cuadriláteros por más de cinco meses. La lesión fue en la tibia de la pierna derecha, la cual se la produjo Ron Killings ya que trató de hacerle una hurracarrana desde la tercera cuerda en la que el norteamericano le cayó en su pierna. Posteriormente regresó pero recae de su lesión justo cuando estaba en el mejor momento de su carrera ya alternando en turnos estelares. Fue uno de los primeros integrantes de La Real Fuerza Aérea junto con Hombre sin Miedo y Babe Rap, hoy en día esta cuarteta sigue vigente pese a que Súper Fly también ya está en planos estelares. Laredo Kid ha viajado a Japón el año 2007 y posteriormente a Estados Unidos, Costa Rica y ya como independiente a Puerto Rico, donde alterno con el luchador internacional Mat Hardy, en aril 21 de 2013 viajó nuevamente a Puerto Rico ahora participando en la Empresa Internacional WWL cuyo presidente es el Sr, Richard Negrin donde alterno con una gran cantidad de superestrellas de México, Estados Unidos y Puerto Rico, por mencionar a unos a Bobby Lashley, Monster Pain, Mesías y Blue Demon Jr. además participó en Guerra de Leyendas 2 junto con Mil Máscaras, Tinieblas y Tinieblas Jr. Estuvo Los Ángeles CA con la empresa UIPW estuvo en Carolina del Norte en el super evento Extravaganza junto con Super Parka y alternando con leyendas como Tommy Dreamer, Gangrel y Chris Masters, además participó en la exitosa gira de la EAW con el ring de 2 pisos junto a estrellas independientes y del CMLL tales como Místico, Shocker, Atlantis, Rey Escorpión y Lizmark Jr. entre otros, participó junto a su hermano Super Laredo como los LAREDO BROTHERS en la gira por México de la WWL en Saltillo y Monterrey además ya en pareja estuvieron en eventos en Cd. Juárez y Cd. Victoria además de Laredo Tx.  En el 2014 se coronó campeón de las Américas de la máxima empresa de lucha libre de Puerto Rico propiedad del gran Empresario Richard Negrin, la WWL, donde alterno con las más grandes figuras internacionales de Latinoamérica y del mundo, tales como el Mesías, Alberto del Río, Dos Caras, El sensacional Carlitos y Mr. 450, A principios del 2015 recibió un llamado de parte de la Empresa WWE para que se realizara un tryout el 19 de enero en Dallas y el 20 en Austin Texas, el resultado fue exitoso y lo felicitaron además de que tuvo la oportunidad de saludar a viejos amigos como Torito y Sin Cara, además del gran XPac quien lo recibió jubiloso, posteriormente lo citaron para presentarse en otro tryout en el mes de abril, durante este periodo tuvo la fortuna de seguir alternando con los mejores luchadores de México y el mundo tales como la Parka, Cibernético, Miztesis y además participó en la última desafortunada función donde desgraciadamente falleció el Hijo del Perro Aguayo, en esta función además de este desafortunado accidente luchístico, la gente lo premió con una lluvia de dinero por el extraordinario desempeño que tuvo tanto el como sus demás compañeros, demostrando una vez más que Laredo Kid es todo un éxito donde se presente, y finalmente el 9 de abril de 2015 también estuvo presente en un tryout para WWE, y participó en un dark match de WWE Smackdown en contra de los internacionales gladiadores los Matadores y Torito con el nombre de Tony Guevara, y sin su tradicional máscara, recibiendo nuevamente múltiples felicitaciones de todo el personal backstage de la WWE que lo reconoció como un extraordinario gladiador y está en espera de recibir el ansiado llamado para pasar a ser integrante de la WWE.

### Impact Wrestling / Total Nonstop Action Wrestling (2017–2018, 2019-presente)
En el episodio del 30 de marzo de 2017 de Impact Wrestling, Laredo Kid hizo su debut. Se asoció con Garza Jr. en un torneo de equipos de etiqueta para el campeonato mundial de equipos de etiqueta de Impact Wrestling.
En el Pre-Show de Hard To Kill, se enfrentó a Mike Bailey (quien estaba reemplazando a Jake Something para este combate), Chris Bey y a Ace Austin, sin embargo perdió.
El 20 de abril de 2024 en Rebellion, Kid derrotó a Crazzy Steve para ganar el Campeonato de Medios Digitales de TNA, pero lo perdió contra A.J. Francis 30 días después.

### All Elite Wrestling (2019)
El 29 de junio, Kid hizo una aparición especial en el segundo evento de AEW Fyter Fest reemplazando a Pac haciendo equipo con The Lucha Bros (Rey Fénix & Pentagón Jr.), quienes fueron derrotados ante The Elite (Kenny Omega, Matt Jackson & Nick Jackson).

## En lucha
- Movimientos finales
  - Laredo 630[1] (630° senton)
  - 450° splash,[1] a veces realizando un 180° corkscrew
  - Laredo fly[1] (Belly to belly diving moonsault slam)
- Movimientos de firma
  - Arm twist ropewalk derivado en headscissors takedown o split-legged backflip arm drag
  - Cartwheel high kick
  - Diving double underhook facebuster
  - Dropkick, a veces desde una posición elevada
  - Enzuigiri
  - Handspring backflip arm drag
  - Hurricanrana, a veces desde una posición elevada
  - Roundhouse kick
  - Ringpost suicide somersault senton
  - Springboard derivado en 720° corkscrew plancha,[1] moonsault, corkscrew moonsault, crossbody, somersault seated senton o hurricanrana
  - Suicide dive
  - Tiger feint kick
  - Tilt-a-whirl headscissors derivado en takedown o DDT, a veces en un springboard
  - Victory roll

- Apodos
  - The Amazing[1]

## Campeonatos y logros
- Empresa de Puerto Rico la WWL
  - Primer Campeón de las Américas en la historia de Puerto Rico

- Lucha Libre AAA Worldwide
  - Campeonato Mundial de Peso Crucero de AAA (2 veces, actual)
  - Campeonato Mundial de Tríos de AAA (1 vez) - con El Hijo del Vikingo & Myzteziz Jr.
  - Lucha Capital Masculino (2018)
  - Lucha Libre World Cup (2023) - con Pentagón Jr. & Taurus
  - Rey de Reyes (2021)
  - Luchando Por un Sueño

- Otros campeonatos

- Tamaulipas State Tag Team Championship (1 vez) - con Hombre Sin Miedo

- Total Nonstop Action Wrestling
  - TNA Digital Media Championship (1 vez)

- Pro Wrestling Illustrated
  - Situado en el puesto 274 de los 500 mejores luchadores de 2007[6]

- Wrestling Observer Newsletter
  - Lucha 5 estrellas (2019) con Black Taurus y Puma King vs. Bandido, Flamita y Rey Horus en PWG SIXTEEN el 26 de julio
  - Lucha 5 estrellas (2021) con El Hijo del Vikingo vs. Lucha Brothers (Fénix & Pentagón Jr.) en Héroes Inmortales XIV el 9 de octubre